# Kaliwerk Wittekind-Hildasglück
Das Kaliwerk Wittekind-Hildasglück in Volpriehausen im Süden Niedersachsens ist ein stillgelegtes Bergwerk zur Gewinnung von Kalisalzen. Die Anlage diente während des Zweiten Weltkriegs als Munitionsanstalt der Wehrmacht. In der Endphase des Krieges wurden untertägig Kulturgüter zum Schutz vor Zerstörung eingelagert.

## Geologie

### Die Entstehung des Volpriehausener Salzstocks
Der Salzstock von Volpriehausen ist eine von etwa 200 bekannten Lagerstätten dieser Art in Norddeutschland. Die Salzschichten, aus denen die Lagerstätte entstand, bildeten sich zur Zeit des Zechsteins vor rund 260 Millionen Jahren, als Meerwasser in einem flachen Becken verdunstete. Später wurden die Salzschichten durch weitere Ablagerungen überdeckt und liegen heute in einer Teufe von circa 3000 Metern. In einer Schwächezone des Grundgebirges haben die Salze die Hangendschichten durchstoßen (→ Halokinese). Das Salz im oberen Teil des Salzstocks wurde durch das Grundwasser gelöst und fortgeschwemmt. Zurück blieben schwerlöslicher Anhydrit und Ton. Diese bildeten den Gipshut über der eigentlichen Salzlagerstätte.

## Geschichte und Technik

### Aufschlussgeschichte
Die am 27. November 1895 in Köln gegründete Gewerkschaft Justus I besaß mehrere Berechtsame im Raum Uslar mit einer Fläche von zusammen 17,1 km². Ab 1896 wurden drei Tiefbohrungen zum Auffinden von Kalivorkommen niedergebracht. Während die Bohrungen I und II in 545 bzw. 463 Meter Teufe Kalisalze mit bis zu 97,5 % Kaliumchlorid nachwiesen, wurde Bohrung III bei 485 Meter Teufe erfolglos im älteren Steinsalz eingestellt.

### Schachtanlage Wittekind (Justus)
Diese Schachtanlage befand sich im Osten von Volpriehausen.
Die Arbeiten am zunächst Justus genannten Tiefbauschacht begannen 1898 und wurden 1901 ohne größere Schwierigkeiten beendet. Der Rundschacht hatte einen Durchmesser von 4,25 Meter und war 558 Meter tief. Fördersohlen wurden in 480, 494, 518, 534 und 540 Meter Teufe eingerichtet und Querschläge nach Osten und Westen aufgefahren. Es stellte sich heraus, dass die Lagerstätte stark gefaltet war und daher zum weiteren Aufschluss Blindschächte und Unterwerksbau erforderlich waren.
Nach Beendigung der Teufarbeiten wurden die Tagesanlagen wie Fördermaschinenhaus, Schachthalle mit Fördergerüst, Rohsalzmühle, Kesselhaus und elektrische Zentrale, sowie die Chlorkaliumfabrik zur Verarbeitung des Kalisalzes zu Düngemitteln errichtet. 1904 nahm die Fabrik ihre Produktion auf. Es konnten täglich 300 bis 400 Tonnen Hartsalz verarbeitet werden. Darüber hinaus bestand eine Saline zur Gewinnung von Speisesalz.
Die Gewerkschaft Justus wurde 1906 in eine Aktiengesellschaft mit Sitz in Volpriehausen umgewandelt, um zusätzliches Kapital durch den Verkauf von Aktien zu erwerben. Die Salzproduktion war mehrere Wochen lang lahmgelegt. 1915 wurden finanzielle Transaktionen durchgeführt, in deren Verlauf die Justus AG die Mehrheit an den Kaliwerken Ellers und Carlshall erwarb. Zusammen mit der Gewerkschaft Hildasglück bildete sich ein Bergbaukonzern, der den Namen Wittekind-Bergbau AG erhielt. Gleichzeitig erfolgte die Umbenennung des Schachtes Justus in Wittekind. 1921 wurden die Aktien der Wittekind-Bergbau AG von der Gewerkschaft Krügershall übernommen und gerieten so an den Burbachkonzern, einem Teil der späteren Burbach-Kaliwerke AG.
Im Rahmen von Rationalisierungsmaßnahmen legte die Burbach-Kaliwerke 1921 die Chlorkaliumfabrik still und ließ auf dem Kaliwerk Wittekind-Hildasglück nur noch Kainit und Steinsalz fördern. In den Jahren 1924 bis 1925 wurden noch weitere Aufschlüsse hochwertiger Kalisalze angefahren. Durch die verbesserte wirtschaftliche Situation wurde in einen eigenen Weser-Hafen in Bodenfelde investiert und die Saline umfassend modernisiert.

### Schachtanlage Hildasglück
Diese Schachtanlage befand sich im Nordwesten von Ertinghausen.
Die Geschichte der Gewerkschaft Hildasglück geht auf die Kalibohrgesellschaft Hardegsen zurück, die 1896 Grubenfelder von 16,8 km² in den Gemarkungen Hardegsen, Ellierode, Lichtenborn und Ertinghausen erwarb. Die Kalibohrgesellschaft wurde 1905 an die Gewerkschaft Dortmund veräußert und 1906 in Hildasglück umbenannt. Insgesamt vier in den Jahren 1896 bis 1909 durchgeführte Tiefbohrungen wiesen nur mäßige Kaliaufschlüsse nach. Dennoch wurde die Kuxmehrheit der Gewerkschaft Hildasglück durch Justus erworben, um im Feld Hildasglück einen zweiten Schacht für das Kaliwerk abzuteufen. Zur Finanzierung verpachtete das Kaliwerk Justus seine Beteiligungsquote am Deutschen Kalisyndikat für fünf Jahre an die Kaliwerke Günthershall, Alexandershall, Glückauf-Sondershausen und den preußischen Staat.
1910 begannen die Arbeiten am Schacht Hildasglück, der noch im selben Jahr 160 Meter Teufe erreichte. Wegen starker Wasserzuflüsse, die zeitweilig 1200 Liter in der Minute betrugen, wurde die Schachtröhre bis in 578 Meter Teufe mit Tübbingen ausgebaut. Im Juni 1915 wurde die Endteufe von 949 Metern erreicht. Sohlen wurden in 794 und 917 Metern Teufe aufgefahren und anschließend mit Schacht Justus verbunden. Die Tagesanlagen bestanden nur aus wenigen Gebäuden und einer Drahtseilbahn zum Kaliwerk Justus. Für das Aufbringen der Bau- und Abteufkosten wurden von den Gewerken von 1913 bis 1922 insgesamt 16,5 Millionen Mark Zubuße eingefordert.
Der Schacht Hildasglück diente in den folgenden Jahren ausschließlich als Wetterschacht für das Kalibergwerk.

### Folgenutzung als Heeresmunitionsanstalt 1938 bis 1945
Bereits 1936 interessierte sich die Wehrmacht für das Bergwerk, fand den Standort aber zunächst ungeeignet. Die Burbach-Kaliwerke boten daraufhin die Anlage der Wehrmacht zur Miete an, die das Angebot akzeptierte und im Juli 1937 einzog. Im Jahre 1938 wurde die Kaligewinnung eingestellt und es begannen massive Umbauten sowie Neuerrichtungen von diversen Anlagen mit dem Ziel, eine Heeresmunitionsanstalt zu errichten. Im Wald zwischen beiden Schächten entstand ein Industriegebiet aus 12 Werkshallen, das sog. "F-Gebiet". Das zu ca. 200 Zellen ausgebaute Grubengebäude war für das Einlagern der Munition gedacht. 1940 begann die Heeresmunitionsanstalt Volpriehausen mit der Herstellung von Infanteriegranaten. Im Verlauf des Zweiten Weltkriegs wurden vermehrt Zwangsarbeiter, Kriegsgefangene sowie Internierte des Jugendkonzentrationslagers Moringen zur Munitionsherstellung herangezogen. Darüber hinaus wurden weite Teile der Produktion nach Untertage verlagert, um die Munitionsproduktion trotz Bombardierungen durch Briten und Amerikaner aufrechtzuerhalten. Ab 1944 wurden vermehrt Kulturgüter in tiefergelegene Bergwerksteile, die nicht der Munitionslagerung dienten, notdürftig eingelagert; darunter Teile der Bibliothek der nahegelegenen Universität Göttingen.
Nach der Befreiung der Zwangsarbeiter und Besetzung der Anlage durch die US-amerikanische Armee im April 1945 kam es zu Beschädigungen und chaotischen Plünderungen des gesamten Komplexes. Es befanden sich zu diesem Zeitpunkt noch etwa 20.000 Tonnen explosives Material unter Tage, die von Plünderern teilweise beschädigt wurden. Dadurch entstand eine erhebliche Gefährdung, die den kontrollierten Abtransport der Munition, aber auch das Besichtigen und Bergen der eingelagerten Kulturschätze stark erschwerte. In der Nacht des 29. September 1945 kam es zu einer verheerenden Untertageexplosion, die die Grube schwer beschädigte und unbefahrbar machte. Erst im nächsten Frühjahr konnte der Schacht provisorisch wieder befahren werden, eine teilweise Bergung der Kulturgüter erfolgte durch Freiwillige von August bis Oktober 1946, bevor einsickerndes Grundwasser die Strecken unter Wasser setzte und jede weitere Bergung unmöglich machte. Die im Schacht verbliebenen Kulturgüter sind damit – zumal oftmals nur provisorisch verpackt – vermutlich unwiederbringlich verloren.

## Heutiger Zustand (2010)

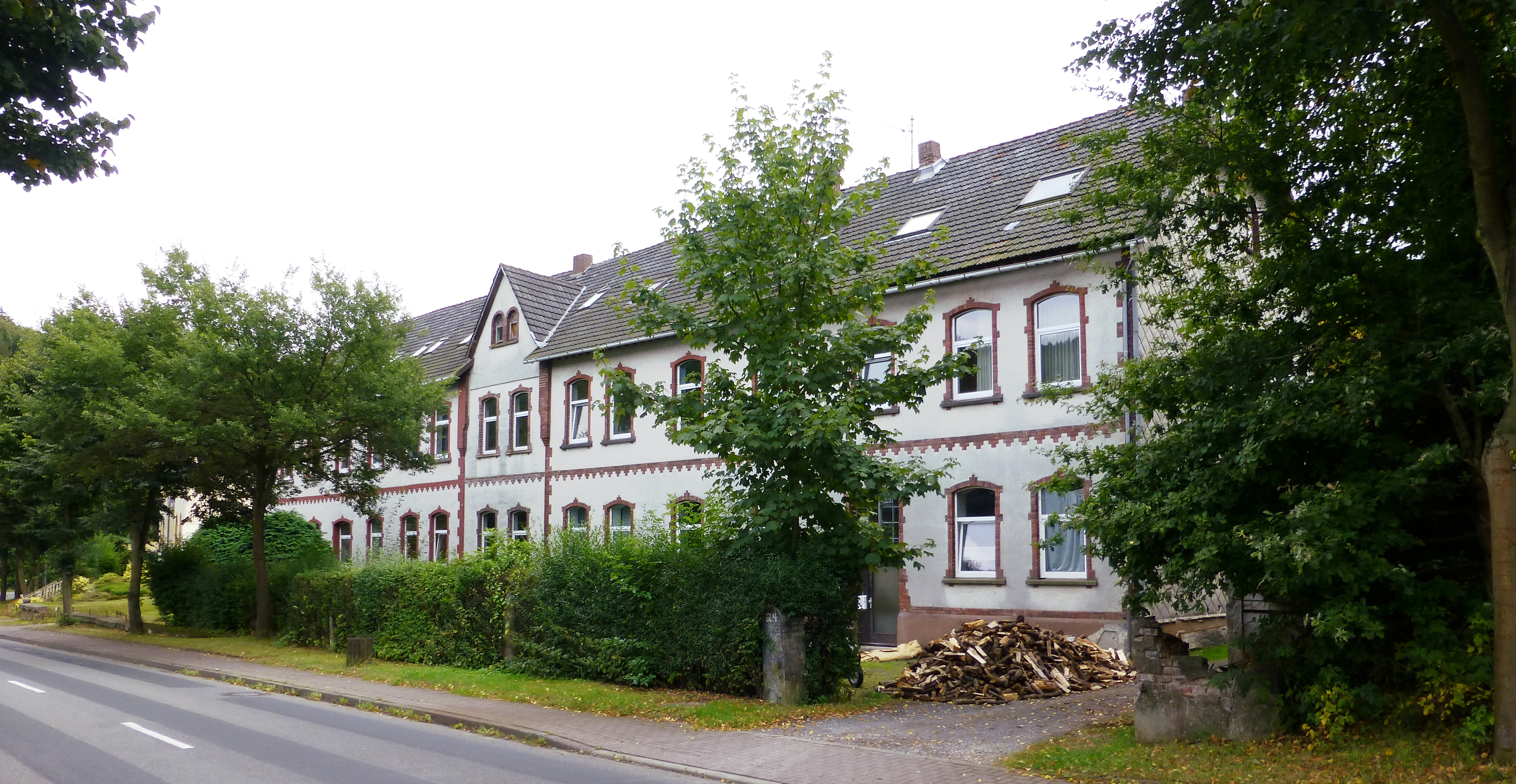
Arbeiterwohnhaus

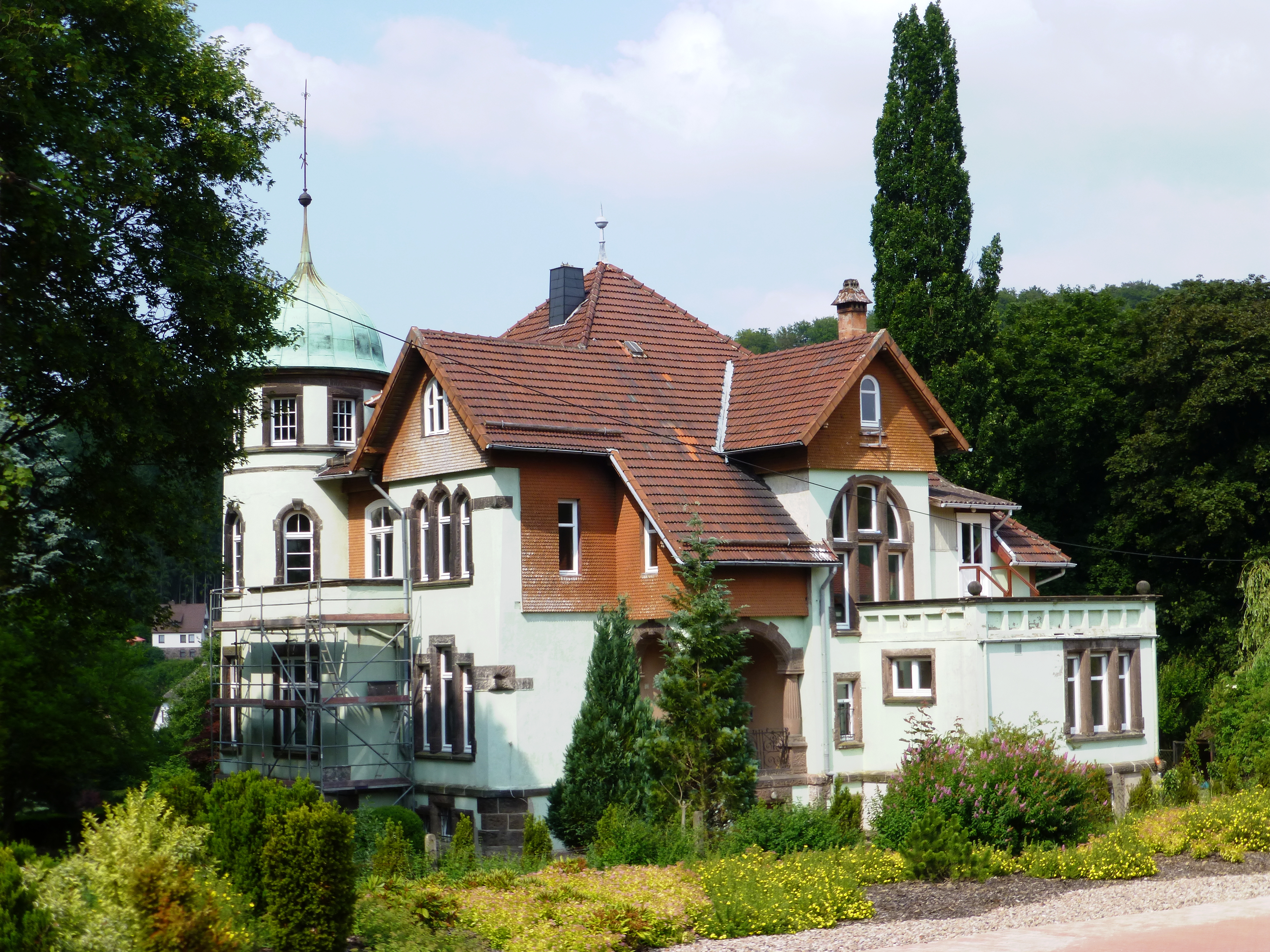
Direktorenvilla

Das ehemalige Zechengelände der Schachtanlage Wittekind befindet sich am südöstlichen Ortsrand von Volpriehausen in einem Dreieck zwischen der Schachtstraße, der B 241 und der Eisenbahnstrecke Ottbergen-Northeim. Die meisten Gebäude sind verschwunden, an deren Stelle befindet sich heute ein Wohn- und Industriegebiet sowie ein Pflegeheim. Erhalten sind noch die ehemalige elektrische Zentrale, ein Werkstattgebäude und die Fundamente der Seilbahn, sowie ein Pförtnerhaus. Der Schacht Wittekind ist umzäunt und mit einer Betonplatte als Schachtverwahrung abgedeckt. Besser als die Betriebsanlagen sind einige Wohngebäude aus den ersten zehn Jahren des Werks erhalten, so das ehemalige Steigerhaus und ein Wohnheim für ledige Arbeiter an der Bollertstraße sowie die Direktorenvilla an der Schachtstraße.
Das Fertigungsgebiet der ehemaligen Munitionsfabrik liegt nordwestlich der Schachtanlage Wittekind am Waldrand auf halber Strecke zum Schacht Hildasglück.
Vom Schacht Hildasglück tiefer im Wald sind heute fast keine Spuren mehr vorhanden, lediglich eine unmittelbar südlich davon an einem Bergabhang liegende Abraumhalde mit salzhaltigem Gestein ist heute als Überbleibsel erkennbar. Diese weist aufgrund des ausbleibenden Bewuchses und Auswaschungsvorgängen ein umgangssprachlich als „Mondoberfläche“ beschriebenes Erscheinungsbild auf. Bis weit in die 1990er-Jahre hinein war das Gelände dieses Schachtes mit einem hohen Maschendrahtzaun eingezäunt. Der eigentliche Schacht von ca. 3 Metern Durchmesser war mit einer Betonkuppel versehen und ca. 15 Meter weiter westlich lag ein nicht abgedeckeltes großes Loch von ca. 10–15 Metern Durchmesser. Heutzutage stellen sich diese beiden als ausgebaggerte Senke ab, wobei die Schachtröhre immer noch überdeckelt ist.
Das 1985 gegründete Kalibergbau Museum Volpriehausen erinnert an diese Anlagen.